# Ohms
Ohms è il nono album in studio del gruppo musicale statunitense Deftones, pubblicato il 25 settembre 2020 dalla Reprise Records.

## Descrizione
Si tratta del primo disco che vede il ritorno alla produzione di Terry Date, con il quale i Deftones avevano prodotto i primi quattro album, nonché il primo in cui il chitarrista Stephen Carpenter fa uso di una chitarra a nove corde. Contrariamente al precedente Gore, Ohms risulta essere più pesante ma anche caratterizzato da vari esperimenti sonori, come spiegato dal frontman Chino Moreno.

## Promozione
Tra il 16 e il 18 agosto 2020 i Deftones hanno pubblicato attraverso i social network alcuni indizi sotto forma di testi di canzoni dei precedenti album, rispettivamente One Weak, Hexagram, Minerva e Street Carp, le cui iniziali formano il titolo del disco. Il 19 di tale mese hanno diffuso delle coordinate che hanno portato a una zona di Los Angeles in cui è stato affisso un cartellone raffigurante la copertina. Due giorni più tardi è stato pubblicato come primo singolo l'omonimo Ohms, traccia di chiusura dell'album, accompagnato dal relativo video musicale diretto da Rafatoon.
Il 18 settembre è stato presentato il secondo singolo Genesis, promosso anch'esso da un video. Il 26 gennaio 2021 è stato pubblicato come terzo singolo Ceremony esclusivamente per il mercato statunitense; il successivo 21 aprile è uscito il video del brano, diretto da Leigh Whannell, mentre il 4 giugno è stata pubblicata digitalmente una versione remixata dai WhoKilledXIX.
Tra aprile e maggio 2022 i Deftones hanno intrapreso una tournée congiunta con i Gojira nel Nord America, originariamente prevista nell'estate 2020 e rimandata a causa della pandemia di COVID-19, per poi spostarsi in Europa tra giugno e luglio dello stesso anno. Ad esse non ha preso parte il bassista Sergio Vega, che ha abbandonato il gruppo dopo 14 anni di permanenza, venendo sostituito da Fred Sablan; inoltre è stato aggiunto alla formazione dal vivo anche il chitarrista Lance Jackman, che ha in seguito rimpiazzato Carpenter a partire dal 20 maggio a causa di motivazioni personali.

## Accoglienza
| Recensione      | Giudizio |
| --------------- | -------- |
| AllMusic        |          |
| Consequence     | A-       |
| Exclaim!        | 9/10     |
| Kerrang!        | 4/5      |
| NME             |          |
| Paste           | 8/10     |
| Pitchfork       | 7,6/10   |
| Sputnikmusic    | 5/5      |
| The Guardian    |          |
| The Independent |          |

Ohms ha ricevuto un'accoglienza ampiamente positiva da parte della critica specializzata, che ha elogiato il ritorno del gruppo a sonorità più aggressive e la produzione curata da Date, oltre ad evidenziare un maggior apporto contributivo del tastierista Frank Delgado. Il sito Metacritic ha assegnato un punteggio complessivo di 87 su 100 basato su 21 recensioni, equivalente ad «acclamazione universale».
Il critico di AllMusic Neil Z. Yeung ha elogiato il disco, assegnandogli quattro stelle e mezzo su cinque e scrivendo che i Deftones «prendono il loro caratteristico assalto bellezza-incontra-brutalità, cercando l'equilibrio in dieci tracce ben focalizzate. Come gruppo, non suonavano così rinnovati da anni»; Yeung ha poi definito l'omonimo Ohms come «uno dei brani migliori che abbiano mai realizzato». Secondo Joseph Schafer di Consequence l'album rappresenta «il loro sforzo più pesante da anni» nonché «un disco che suggerisce una miscela purificata delle loro influenze contrastanti nei suoi momenti migliori». Ben Tipple di DIY si è complimentato con il lavoro alla produzione di Terry Date, spiegando che «se qualcuno dei precedenti dischi dei Deftones risulta colpevole di mancanza di concentrazione (decidete voi), Ohms è sicuramente al sicuro dal futuro vetriolo»; anche James McMahon di NME ha dato importanza al produttore nel disco, assegnando il punteggio pieno.
Il sito Exclaim! ha indicato Ohms un disco «tanto unico e innovativo quanto ogni album precedente» nonché «un'onesta e reale boccata d'aria fresca», dando un punteggio di 9 su 10. Andy Crump di Paste ha ritenuto che l'album rappresenti «un'avvincente perfezionamento di ciò che sono diventati in anni di assunzione di rischi e sperimentazione». Sputnikmusic ha assegnato il punteggio massimo al disco, motivando che «supera le altre pubblicazioni iconiche dei Deftones nella sua stratificazione densa e imprevedibile e nella sua pura intensità [...] Non ci sono molti tratti presenti su Ohms che non abbiamo mai sentito da gruppo prima, [...] ma hanno intrecciato tutti questi scorci degli album precedenti e li hanno migliorati in quasi ogni aspetto». Il quotidiano britannico The Independent lo ha descritto come «un'aggiunta intrigante al canone del gruppo», mentre Kerrang! lo ha paragonato a un «Greatest Hits da un piano di esistenza parallelo, ma abbastanza denso da richiedere un'esplorazione più profonda».
Alcuni recensori si sono invece mostrati più contenuti riguardo ai dieci brani dell'album. Andy Cush di Pitchfork ha affermato che il gruppo «non sta tentando di cambiare radicalmente l'idea di cosa possa essere la loro musica secondo l'ascoltatore. Per quelli di noi che sono rimasti in giro, va bene; un album dei Deftones che trasforma senza sforzo i loro componenti familiari in poche forme veramente nuove è molto entusiasmante». Dean Van Nguyen di The Guardian ha invece scritto che l'album «manca del pensiero laterale che ha distinto il capolavoro della band, White Pony», aggiungendo comunque che «tuttavia, ottimizzando il loro suono, i Deftones hanno realizzato un album che dimostra che la ferocia non è una risorsa in diminuzione».

## Tracce
Testi di Chino Moreno, musiche dei Deftones.
1. Genesis – 5:17
2. Ceremony – 3:27
3. Urantia – 4:30
4. Error – 4:50
5. The Spell of Mathematics – 5:27
6. Pompeji – 5:25
7. This Link Is Dead – 4:37
8. Radiant City – 3:35
9. Headless – 4:59
10. Ohms – 4:10

## Formazione
Hanno partecipato alle registrazioni, secondo le note di copertina:
Gruppo
- Chino Moreno – voce, chitarra
- Stephen Carpenter – chitarra
- Sergio Vega – basso
- Frank Delgado – tastiera, campionatore
- Abe Cunningham – batteria

Produzione
- Terry Date – produzione, registrazione, ingegneria del suono, missaggio
- Deftones – produzione, fotografia
- Andy Park – registrazione, ingegneria del suono
- Matt Tuggle – assistenza tecnica
- Howie Weinberg – mastering
- Will Borza – mastering
- Frank Maddocks – direzione creativa, grafica
- Clemente Ruiz – fotografia

## Classifiche

### Classifiche settimanali
| Classifica (2020)          | Posizione massima |
| -------------------------- | ----------------- |
| Australia                  | 3                 |
| Austria                    | 11                |
| Belgio (Fiandre)           | 11                |
| Belgio (Vallonia)          | 11                |
| Canada                     | 13                |
| Finlandia                  | 10                |
| Francia                    | 23                |
| Germania                   | 8                 |
| Irlanda                    | 19                |
| Italia                     | 39                |
| Nuova Zelanda              | 4                 |
| Paesi Bassi                | 20                |
| Polonia                    | 32                |
| Portogallo                 | 5                 |
| Regno Unito                | 5                 |
| Regno Unito (rock & metal) | 1                 |
| Spagna                     | 14                |
| Stati Uniti                | 5                 |
| Stati Uniti (alternative)  | 3                 |
| Stati Uniti (hard rock)    | 1                 |
| Stati Uniti (rock)         | 2                 |
| Svizzera                   | 5                 |
| Ungheria                   | 7                 |

### Classifiche di fine anno
| Classifica (2020)         | Posizione |
| ------------------------- | --------- |
| Stati Uniti (alternative) | 38        |
| Stati Uniti (hard rock)   | 31        |
| Stati Uniti (rock)        | 65        |